# Kanalizacja kablowa

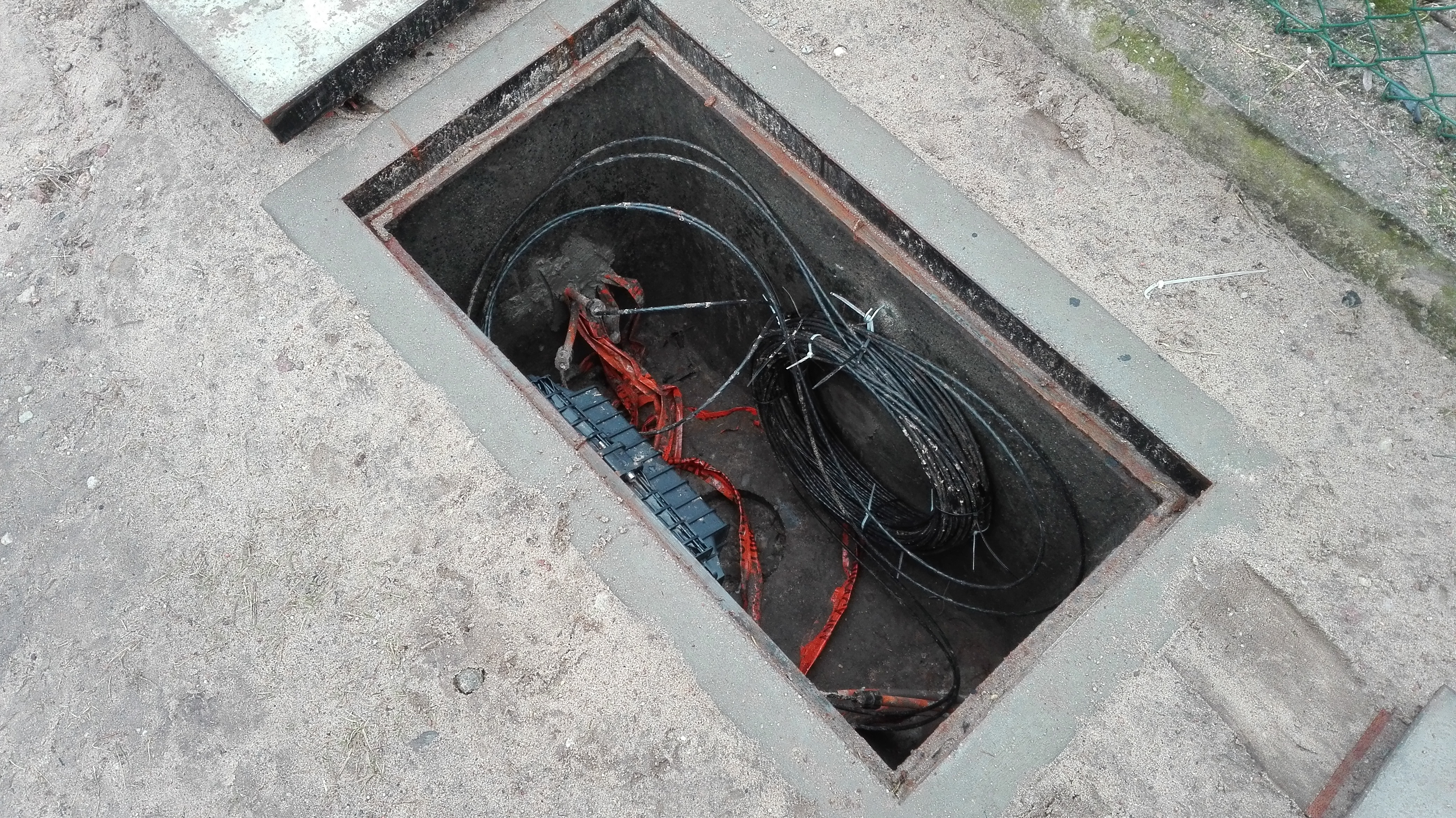
Studzienka kablowa zainstalowana podczas budowy sieci światłowodowej FTTH. Wewnątrz znajduje się mufa światłowodowa służąca do łączenia światłowodów (spawania), oraz mikrokable światłowodowe (zapasy).

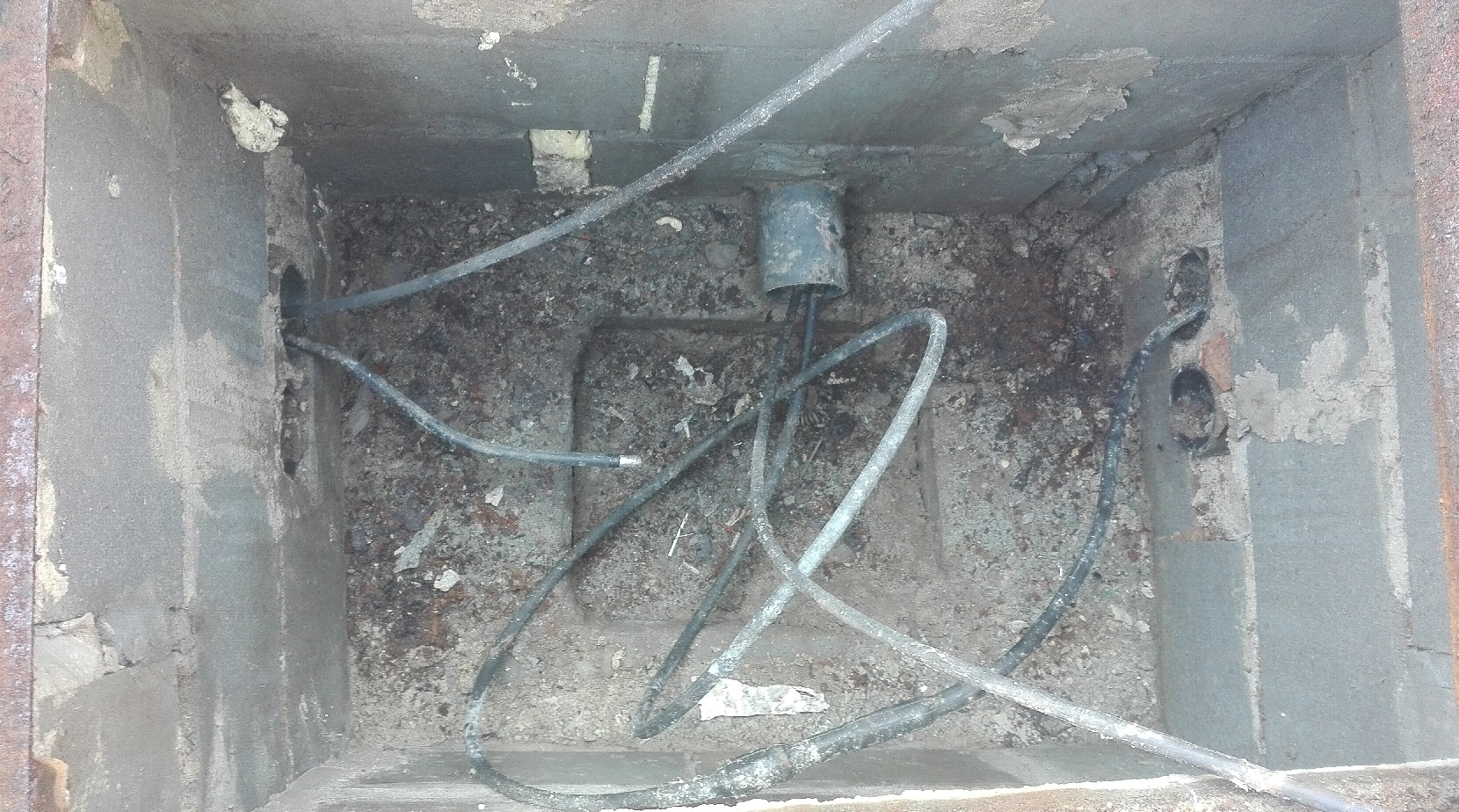
Wnętrze studni kablowej. Widoczne 2 rury 110 w przelocie, i jedna rura jako odejście (np. przyłącze do budynku).

Kanalizacja kablowa (inaczej: telekomunikacyjna lub teletechniczna) – system rur w budynkach i na zewnątrz, potrzebnych do instalacji i przeciągania kabli sieci telekomunikacyjnych (np. światłowodowych lub koncentrycznych). W skład kanalizacji kablowej wchodzą: ciągi rur prowadzonych na zewnątrz, studnie kablowe (rewizyjne, zasobnikowe) i wprowadzenia do budynków.
Kanalizacja kablowa może składać się z rur plastikowych o średnicy np. 110 mm, 40 mm, 32 mm (najbardziej popularne średnice). Takich rur pomiędzy studniami może być ułożonych nawet kilka lub kilkanaście. Operatorami o znacznej pozycji jeśli chodzi o infrastrukturę – kanalizację są w Polsce: Orange (OPL), TP S.A. (obecnie Orange), UPC, exAster (obecnie UPC). Dostęp innych operatorów lub podmiotów do już istniejącej infrastruktury określa rozporządzenie UKE, które to precyzuje zasady na jakich ma odbywać się dzierżawa (wynajmowanie) kanalizacji innym podmiotom – procedura taka nazywa się ROI (Reference Offer for Infrastructure).
Kanalizacja pierwotna – to system rur bezpośrednio ułożonych pomiędzy studniami podczas budowy takiej kanalizacji (np. 110mm). Do takiej rury można wciągnąć inne rury o mniejszej średnicy, które to będą tworzyć kanalizację wtórną. Kable wzmocnione można zaciągać bezpośrednio w kanalizację pierwotną.
Mikrokanalizacja –  system kanalizacji kablowej oparty na rurach małej średnicy (7 mm, 14 mm), w które kable głównie wdmuchuje się przy użyciu wdmuchiwarki – urządzenia które wprowadza kabel do mikrorury, jednocześnie wdmuchując do niej powietrze (zmniejszenie oporów tarcia). Taka kanalizacja jest tańsza, szybsza i łatwiejsza w budowie i eksploatacji (mniejsze opłaty za dzierżawę pasa drogowego), odcinki pomiędzy studniami mogą być większe. Nie daje ona jednak dużej możliwości rozbudowy w przypadku takiej potrzeby – nie można wciągnąć/wdmuchać kabla ponieważ tylko jeden kabel może być w jednej mikrorurce. Mikrorurki można ze sobą łączyć odpowiednimi złączkami hermetycznymi które są łatwe w użyciu.
Podczas prowadzenia rur kanalizacji w ziemi, na odpowiedniej głębokości nad rurą układa się taśmy ostrzegawcze np. z napisem: UWAGA KABEL OPTOTELEKOMUNIKACYJNY – na wypadek późniejszych prac ziemnych.

## Stan obecny

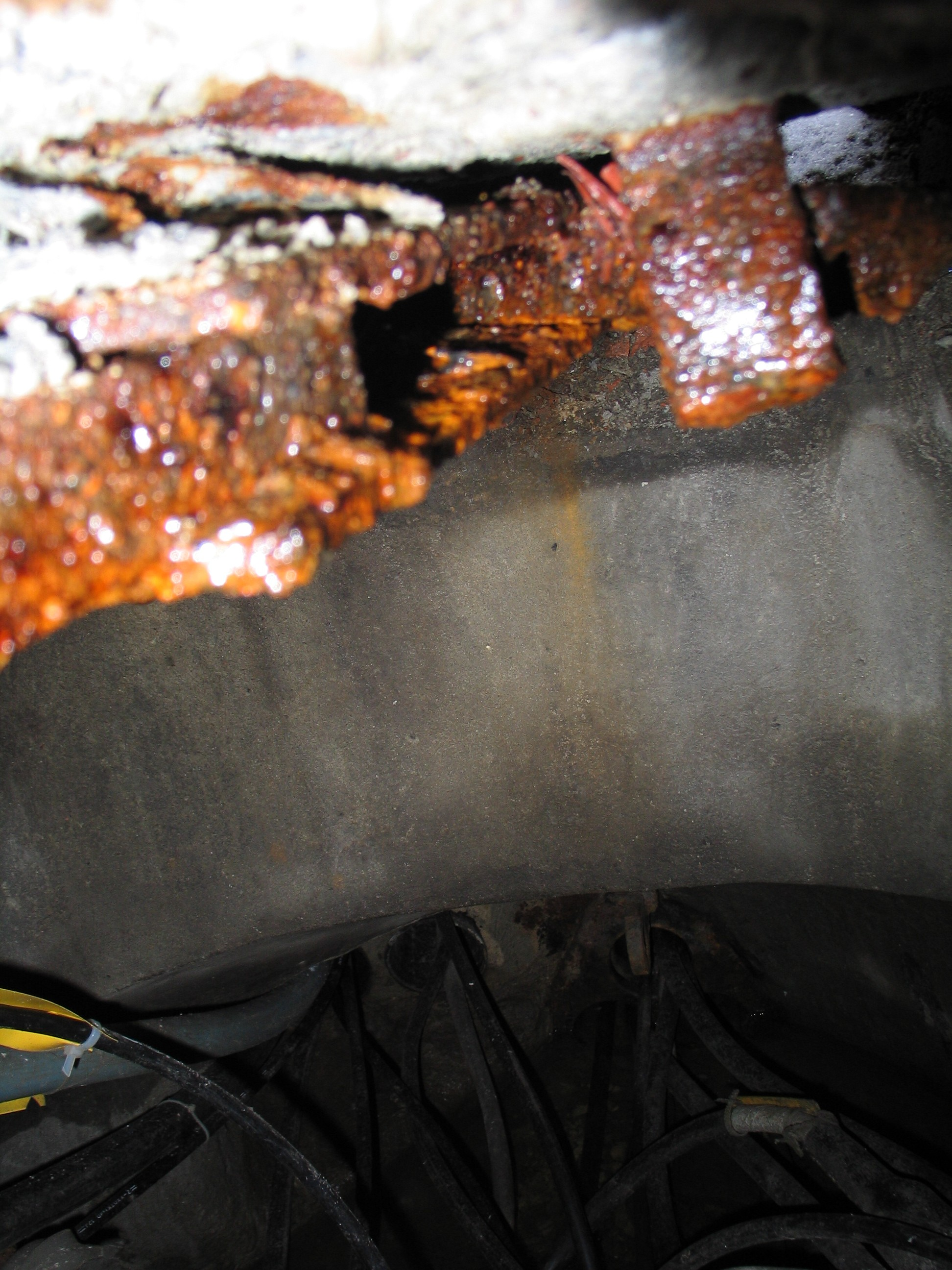
Przykładowe wnętrze studzienki teletechnicznej

Wyróżniamy dwa rodzaje budowy kanalizacji kablowej. Pierwsza z nich to żelbetowa, w skład której wchodzą: studzienki kablowe, zwieńczenia studni kablowych, pokrywy studni kablowych, segmenty rurowe, zasobniki zapasów kabli. Drugą z nich jest wykonana z tworzyw sztucznych lub laminatów, w skład której wchodzą takie elementy jak: studzienki kablowe, rury kanalizacji kablowej, osprzęt do łączenia kanalizacji (łączniki, kształtki itp.), zasobniki zapasów kabli. Całość takich instalacji wieńczą szafki kablowe, słupki kablowe, skrzynki i puszki kablowe. Nadal najbardziej popularne są studnie prefabrykowane z żelbetonu.
Jest kilka funkcji które powinna posiadać kanalizacja kablowa dla ułatwienia i sprawnej pracy:
- łatwy dostęp do systemu kabli, w razie potrzeby przebudowy lub rozbudowy sieci,
- powinna być odpowiednio obudowana i przede wszystkim musi być szczelna, żeby nie mogła ulec uszkodzeniom,
- taka sieć musi być trwała i pojemna w razie przebudowy powinno być miejsce na ewentualne dodanie nowego okablowania,
- sieć musi być dostosowana do wszystkich rodzajów kabli używanych w telekomunikacji,
- zabezpieczenie przed dostępem osób trzecich,
- kable i studnie modułowe powinny być układane na odpowiednie głębokości tak, aby monter mógł mieć łatwy i bezpieczny dostęp.